# Глуховцева, Нина Ивановна
Нина Ивановна Глуховцева (14 июля 1938 — 3 ноября 1996) — российский учёный в области селекции и семеноводства зерновых культур, член-корреспондент РАСХН (1994).

## Биография
Родилась в с. Дубовый Умет Волжского района Куйбышевской области. Окончила Куйбышевский СХИ (1960).
Работала на Кинельской государственной селекционной станции (ГСС):
- младший научный сотрудник группы селекции и семеноводства яровой пшеницы (1960—1967),
- старший научный сотрудник отдела селекции и семеноводства яровой пшеницы (1968),
- зав. лабораторией селекции яровой пшеницы (1968—1983),
- ведущий селекционер по яровой пшенице (1983—1986)
- директор Кинельской ГСС (с 1993 г. — Поволжский НИИ селекции и семеноводства им. П. Н. Константинова) (1986—1996).

В 1983—1986 заведующая кафедрой ботаники и физиологии растений Самарского СХИ.
Доктор сельскохозяйственных наук (1983), профессор (1985), член-корреспондент РАСХН (1994).
Соавтор 15 сортов яровой пшеницы.
Умерла 3 ноября 1996 года, похоронена в Самаре. Муж — Владимир Всеволодович Глуховцев (1937—2017).

## Награды
Награждена орденом «Знак Почёта» (1976), медалью «За трудовую доблесть» (1981), золотыми медалями ВДНХ и ВВЦ РФ (1990—1996).

## Публикации
- Повышение качества зерна пшеницы. — Куйбышев: Кн. изд-во, 1977. — 64 с.
- Забота о хлебном колосе / соавт. А. К. Зинин. — Куйбышев, 1985. — 183 с.
- Методические рекомендации по оценке устойчивости пшениц к стеблевым хлебным пилильщикам / соавт.: И. Д. Шапиро и др.; ВИЗР. — Л., 1990. — 19 с.